# Campionati del mondo di ciclocross 2012
I Campionati del mondo di ciclocross 2012 (en.: 2012 UCI Cyclo-cross World Championships) si svolsero a Koksijde, in Belgio, il 28 e il 29 gennaio.

## Eventi
Sabato 28 gennaio
- 11:00 Uomini Junior – 17,72 km
- 15:00 Uomini Under-23 – 20,65 km

Domenica 29 gennaio
- 11:00 Donne Elite – 14,79 km
- 15:00 Uomini Elite – 29,44 km

## Medagliere
| Pos.   | Nazione     | Oro | Argento | Bronzo | Totale |
| ------ | ----------- | --- | ------- | ------ | ------ |
| 1      | Paesi Bassi | 3   | 1       | 1      | 5      |
| 2      | Belgio      | 1   | 3       | 2      | 6      |
| 3      | Francia     | 0   | 0       | 1      | 1      |
| Totale | Totale      | 4   | 4       | 4      | 12     |

## Sommario degli eventi
| Eventi            | Oro                              | Tempo                     | Argento                          | Tempo | Bronzo                              | Tempo |
| Uomini            |                                  |                           |                                  |       |                                     |       |
| Elite dettagli    | Niels Albert Belgio              | 1h06'07" Media 26,72 km/h | Rob Peeters Belgio               | a 24" | Kevin Pauwels Belgio                | a 30" |
| Under-23 dettagli | Lars van der Haar Paesi Bassi    | 49'20" Media 25,11 km/h   | Wietse Bosmans Belgio            | a 1"  | Michiel van der Heijden Paesi Bassi | a 4"  |
| Junior dettagli   | Mathieu van der Poel Paesi Bassi | 43'36" Media 24,39 km/h   | Wout Van Aert Belgio             | a 8"  | Quentin Jauregui Francia            | a 21" |
| Donne             |                                  |                           |                                  |       |                                     |       |
| Elite dettagli    | Marianne Vos Paesi Bassi         | 41'04" Media 21,61 km/h   | Daphny van den Brand Paesi Bassi | a 37" | Sanne Cant Belgio                   | a 38" |